# Sierra Plana de la Borbolla
Sierra Plana de la Borbolla este o arie protejată (arie specială de conservare — SAC, sit de importanță comunitară — SCI) din Spania întinsă pe o suprafață de 1.022,33 ha, integral pe uscat.

## Localizare
Centrul sitului Sierra Plana de la Borbolla este situat la coordonatele 43°23′14″N 4°38′27″W / 43.3872°N 4.6407°V.

## Înființare
Situl Sierra Plana de la Borbolla a fost declarat sit de importanță comunitară în februarie 2004 pentru a proteja 4 specii de plante și 28 de specii de animale. Situl a fost protejat și ca arie specială de conservare în decembrie 2014.

## Biodiversitate
Situată în ecoregiunea atlantică, aria protejată conține 7 habitate naturale: Lande oro-mediteraneene cu formațiuni endemice de grozamă, Depresiuni pe substraturi de turbă de Rhynchosporion, Păduri aluvionare cu Alnus glutinosa și Fraxinus excelsior (Alno-Padion, Alnion incanae, Salicion albae), Turbării de acoperire (* exclusiv pentru turbării active), Pajiști umede atlantice temperate cu Erica ciliaris și Erica tetralix, Fânețe de joasă altitudine (Alopecurus pratensis, Sanguisorba officinalis), Roci stâncoase cu vegetație pionieră de Sedo-Scleranthion sau Sedo albi-Veronicion dillenii.
La baza desemnării sitului se află mai multe specii protejate:
- plante (4): Culcita macrocarpa, Dryopteris corleyi, Sphagnum pylaesii, Woodwardia radicans
- păsări (23): uliu porumbar (Accipiter gentilis), Alectoris rufa, fâsă-de-câmp (Anthus campestris), caprimulg (Caprimulgus europaeus), șerpar (Circaetus gallicus), erete vânăt (Circus cyaneus), porumbel gulerat (Columba palumbus), cioară neagră (Corvus corone), prepeliță (Coturnix coturnix), cuc (Cuculus canorus), ciocănitoare neagră (Dryocopus martius), șoim călător (Falco peregrinus), vulturul pleșuv sur (Gyps fulvus), sfrâncioc roșiatic (Lanius collurio), gaia neagră (Milvus migrans), vultur egiptean (Neophron percnopterus), viespar (Pernis apivorus), coțofană (Pica pica), Pyrrhocorax pyrrhocorax, turturică (Streptopelia turtur), silvie de tufiș (Sylvia undata), sturz-cântător (Turdus philomelos), sturzul de vâsc (Turdus viscivorus)
- amfibieni (2): Chioglossa lusitanica, Discoglossus galganoi
- mamifere (1): vidră de râu (Lutra lutra)
- nevertebrate (1): rădașcă (Lucanus cervus)
- reptile (1): Lacerta schreiberi

Pe lângă speciile protejate, pe teritoriul sitului au mai fost identificate 4 specii de mamifere.